# .408 Cheyenne Tactical
El .408 Cheyenne Tactical (designado 408 Chey Tac (10,36 × 77 mm) por el CIP  de 2013 a 2021) es un cartucho metálico de fuego central, con cuello de botella y sin anillo, desarrollado específicamente desarrollado para rifles de francotirador militares de largo alcance. Fue desarrollado por el Dr. John D. .Taylor y el maquinista William O. Wordman. La ronda fue diseñada con una posible necesidad militar de un cartucho para funciones antipersonal, antifrancotiradores y antimaterial con un alcance de precisión (supersónico) de 2200 yardas (2000 m). Se ofrece como competidor de los cartuchos de servicio militares de largo alcance más comunes de la OTAN, como el .338 Lapua Magnum y el .50 BMG .

## Historia

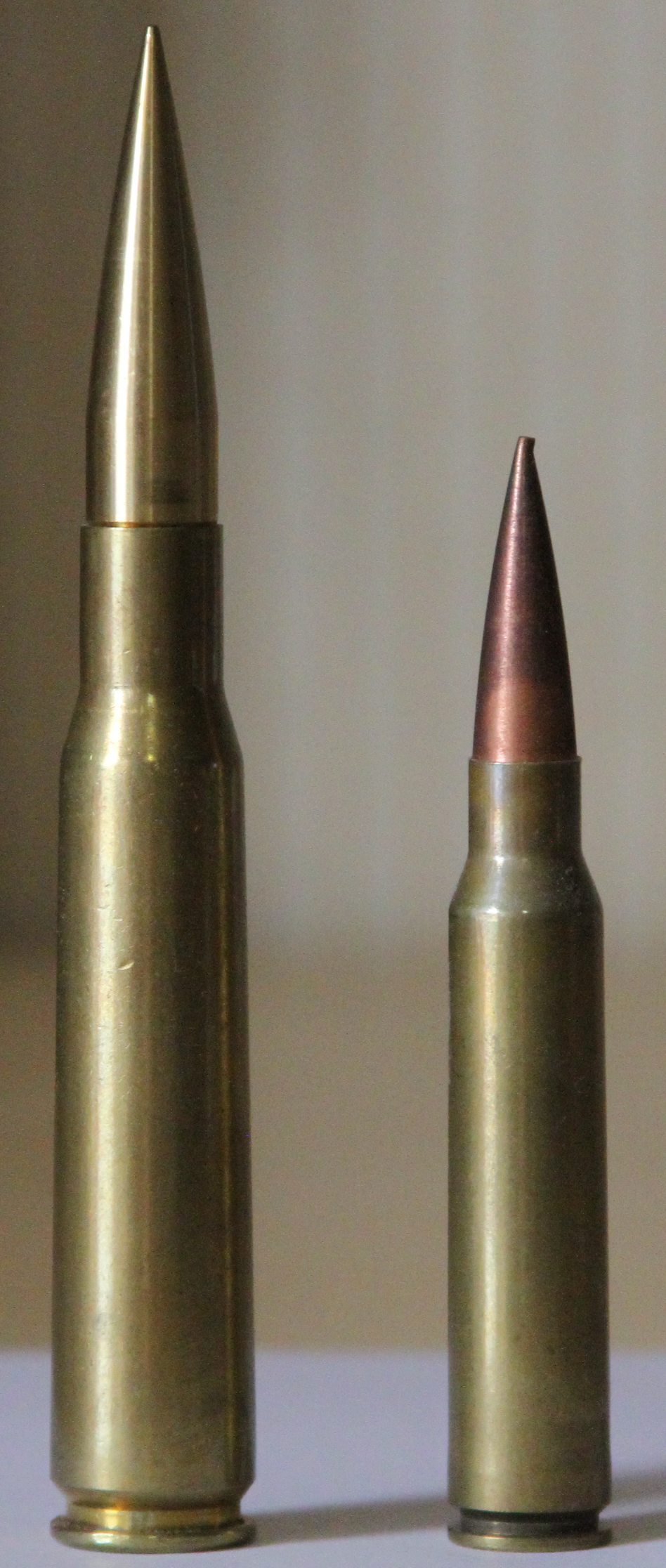
.50 BMG (izquierda) junto a un .375 Cheytac.

El .408 Cheyenne Tactical es un cartucho metálico que se desarrolla a partir del casquillo del .400 Taylor Magnum, que a su vez se basa en el casquillo del .505 Gibbs modificado, al cual se le ha reducido para alojar un proyectil de 0.408 pulgadas (10,36 milímetros). El .505 Gibbs es un antiguo cartucho de caza mayor inglés que fue diseñado para soportar presiones de 39,160 psi (270 MPa). Una de las desventajas de estos antiguos cartuchos destinados a disparar cargas de cordita en vez de pólvora moderna sin humo, es el grosor de la pared lateral. Durante el inicio de la deflagración, la base del cartucho, hacia la cara del cerrojo, no está apoyada y es empujada hacia atrás contra la cara del perno, lo que da como resultado el estiramiento de la caja, particularmente la pared lateral inmediatamente delante de la red. Cuando la pared lateral resiste la expansión hacia afuera contra la cámara, la presión estira la carcasa aumentando así su longitud, lo que hace que la pared lateral se vuelva más delgada en ese punto de estiramiento.
Al diseñar del casquillo del .408 CheyTac se prestó especial atención al engrosamiento y fortalecimiento metalúrgico de la red y la pared lateral inmediatamente delante de la red para que se adapte a las altas presiones de la recámara. En los casquillos modernos de cabeza sólida, la dureza del latón es el factor principal que determina el límite de presión antes de sufrir deformación plástica. Lapua Ltd. resolvió este problema cuando utilizaron el .416 Rigby como casquillo base para el desarrollo del .338 Lapua Magnum . Crearon una distribución de dureza que va desde la cabeza y la red (dura) hasta la boca (blanda), así como una red de caja reforzada (más gruesa) y una pared lateral inmediatamente delante de la red. Este método da como resultado un caso muy resistente a la presión.

## Dimensiones del cartucho
El .408 Cheyenne Tactical fue registrado oficialmente por la Commission Internationale Permanente pour l'Epreuve des Armes à Feu Portatives (CIP) el 15 de mayo del 2013, poniendo fin a su condición de cartucho wildcat . 
Dimensiones máximas del cartucho CIP .408 Cheyenne Tactical. Todas las medidas en milímetros (mm).

## Rendimiento
El .408 Cheytac tiene un potencial de precisión sub- MOA en rifles de francotirador. La bala de muy baja resistencia de Lost River Ballistic Technologies/Jamison International de 419 granos (26,95 g) es la carga estándar para francotiradores de largo alcance.
Lost River Ballistic Technologies también diseñó un proyectil de 305 granos (19,76 g) para la Ronda de dominación del campo de batalla (BDR). El BDR está cargado con una bala de 305 granos (19,76 g) (reclamada G1 BC = 0,612) y está diseñado para aplicaciones de corto y mediano alcance utilizando el método de puntería a quemarropa . 

### Alcance supersónico
En un fusil CheyTac .408 típico, dispando un proyectil de 27,15 gramos (419 gr) de balas de Lost River Ballistic Technologies (reclamado G1 BC = 0,940) a 884 m/s (2900 pies / s) velocidad de salida, el alcance supersónico sería de 1.930 m (2.110 yd) en condiciones de atmósfera estándar internacional al nivel del mar ( densidad del aire ρ = 1,225 kg/m3).
En una recámara CheyTac .375 típica, disparando un proyectil de 24.30 gramos (375 gr) de Lost River Ballistic Technologies (reclamado G1 BC = 1,02) a 930 m/s (3050 pies / s) velocidad de salida, el alcance supersónico sería de 2230 m (2440 yd) en condiciones de atmósfera estándar internacional al nivel del mar (densidad del aire ρ = 1,225 kg/m3).